# 거품

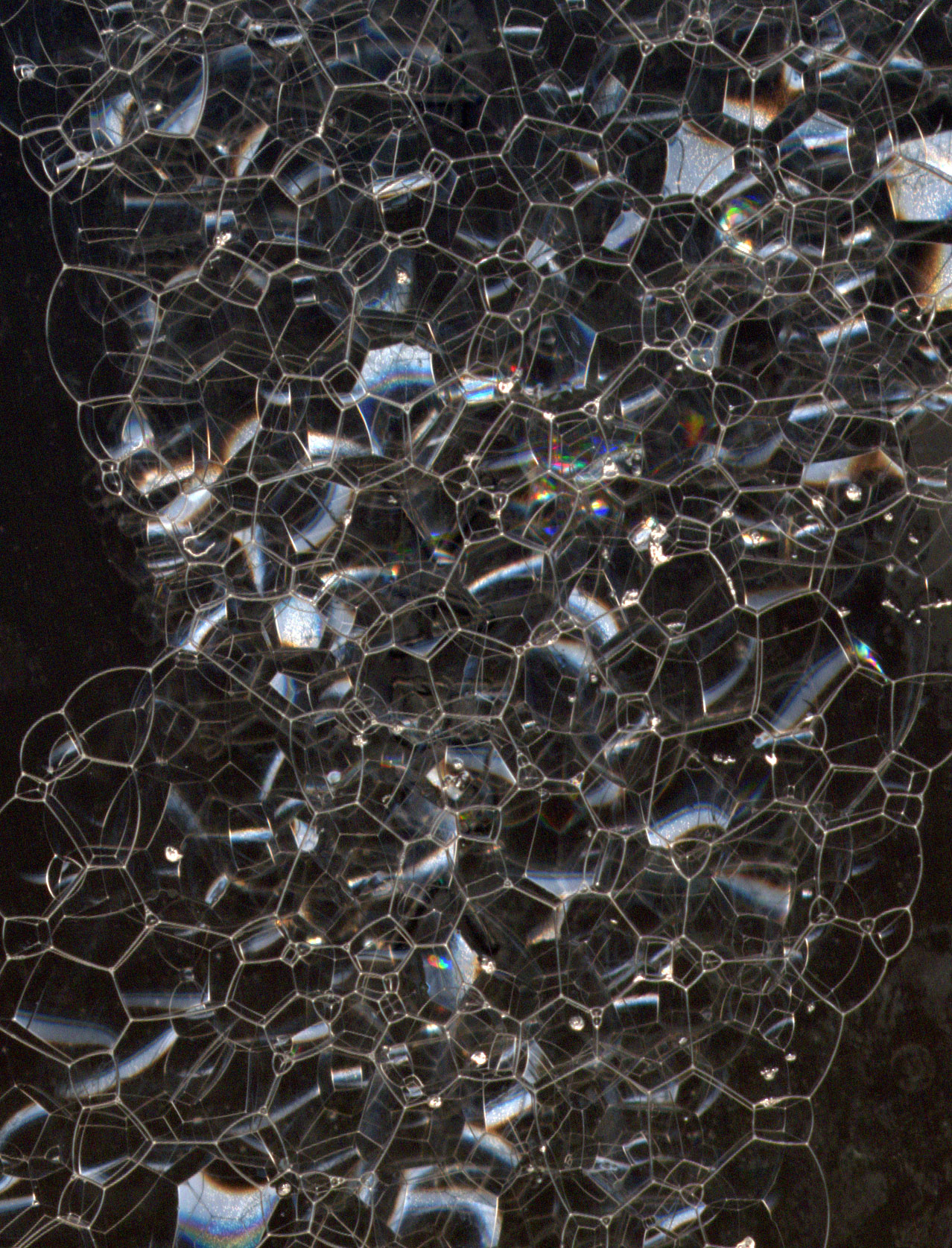
비누 거품

거품(foam)은 액체나 고체 형태의 기체 주머니들이 모여 형성된 물질이다. 즉, 기포(bubble)가 덩어리진 것이며 일상적으로는 크게 구분 없이 통용된다. 특히 물거품을 포말(泡沫)이라고 칭한다 !

## 같이 보기
- 연성물질